# Фільней
Фільней, Фільній, чи Філя (д.-рус. Филѧ) (?— 1245 поблизу Ярослава) — угорський воєвода (палатин), очільник кількох угорських походів на Галицько-Волинське князівство. Один з командувачів угорсько-польського війська у битві під Ярославом, у якій і загинув від руки Данила Романовича.
Був одружений з невідомою по імені дочкою галицького боярина Судислава Бернатовича. Від неї мав двох синів — Стефана і
Миколая, відомих із актів як «обоє руські».